# Alopecosa virgata
Alopecosa virgata är en spindelart som först beskrevs av Kishida 1909.  Alopecosa virgata ingår i släktet Alopecosa och familjen vargspindlar. Inga underarter finns listade i Catalogue of Life.